# سالاس دي بويريبا
بلدية سالاس دي بويريبا (بالإسبانية: Salas de Bureba)‏, هي إحدى بلديات مقاطعة برغش, التي تقع في منطقة قشتالة وليون, والتي تقع في شمال غرب إسبانيا.
يبلغ عدد سكانها 152 نسمة وفقاً لإحصائية سنة (2002).